# 아따아따
《아따아따》(ママはぽよぽよザウルスがお好き, 엄마는 포요포요 공룡을 사랑해)는 아오누마 다카코가 그린 일본의 4컷 만화 및 해당 만화를 원작으로 한 동명의 애니메이션이다. 초보 아빠엄마가 좌충우돌 끝에 장난꾸러기 개구쟁이 두 자녀를 키워가는 일상을 그린 작품이다.

## 등장인물
엄마(일판 - 미키)
- 성우 - 마츠모토 리카, 임은정

두 아이의 엄마로 현재 동화작가이며 아이들을 제일 사랑하는 엄마이자 이 만화영화의 주인공이다.
아빠(일판 - 겐다이)
- 성우 - 쵸, 김환진

두 아이의 아빠로 평범한 회사원이며 아이들을 아껴주는 순진한 아버지이다.
영웅(일판 - 효가)
- 성우 - 시라토리 유리, 이미자

단비의 오빠이자, 이해심 많은 장남으로 작은 일에도 울 정도로 착하고 마음이 여린 성격을 지니고 있지만 동생을 잘 챙긴다.
단비(일판 - 쥬라)
- 성우 - 코오로기 사토미, 정미숙

영웅이의 여동생이자, 고집이 센 장녀로 심술궂지만 오빠의 약한 마음을 알고 위기에 처했을 때 잘 도와주며 가끔씩 어른스러운 면모를 보이기도 한다.

## 애니메이션
총 52화의 에피소드로 이루어져 있으며 일본에서는 1995년 9월 2일부터 1996년 8월 31일까지 TBS 계열에서 방송되었다. 한국에서는 투니버스, iTV 경인방송을 통해 소개된 바 있다. 애니메이션 제작은 닛폰 애니메이션, 마이니치 방송이 맡았다.

### 에피소드 정리
| 차례   | 부제(DVD)                                                                              | 원제                                                                     |
| ------ | -------------------------------------------------------------------------------------- | ------------------------------------------------------------------------ |
| 제1화  | 임기응변 엄마의 아이들 치닥거리 규칙 +화 내는 엄마가 되기는 싫어                       | かけひきママ子供押しつけあいバトル, 反省ママ今日から叱らないお母さん     |
| 제2화  | 괴로운 엄마, 남자 아이는 거칠어+괴로운 엄마, 여자아이는 변덕쟁이                       | 痛快ママ男の子は痛いッ!, 実感ママ女の子はワガママ                        |
| 제3화  | 기절초풍, 행방 불명된 영웅이!+우리 남편은 좋은 아빠일까, 나쁜 아빠일까                 | 追跡ママさすらいのヒョウガ, 宝くじママダーリンは当たりかハズレか         |
| 제4화  | 유치원 엄마, 아침에 지각하지 않는 법+와일드 아빠, 남편의 아들 길들이는 방법            | 幼稚園ママ朝のドタバタ必勝法 , ワイルドパパダーリン流育児法              |
| 제5화  | 즐거운 휴일! 백화점 쇼핑하는 날+그 엄마의 그 딸, 마음의 고향인 친정집                  | 策略ママデパートホリデー入門, 置き去りママジジババの家にお泊り           |
| 제6화  | 세살 된 단비, 엄마 흉내내기 버릇+감격의 순간, 꾸러기 영웅이의 운동회                   | プッツンママ二歳児ジュラの主張, 感激ママタリラリヒョウガの運動会         |
| 제7화  | 더 이상 못참아! 장난감 줄이기 대작전+정신없는 엄마, 단비랑 가는 지옥의 방랑길          | うんざりママオモチャ減らし大作戦, くたくたママジュラと地獄の旅巡り       |
| 제8화  | 정당한 판정, 애들싸움 말리는 법+멋쟁이 엄마, 단비 파마 시키는 날                       | レフェリーママ兄妹ゲンカの裁き方, こだわりママジュラ、パーマをかける     |
| 제9화  | 프로패셔날 엄마, 아이들과 유원지에서 노는 법!+극성 엄마, 영웅이의 조기 교육            | プロフェッショナルママ子連れ遊園地マニュアル, 迷走ママヒョウガの早期教育 |
| 제10화 | 녹초가 된 엄마, 매일 매일 문지기 통과하기!+변적쟁이 아빠, 남편의 제멋대로 육아법       | ぐったりママ毎日が関所破り, ぶきっちょパパダーリンの抜けてる育児         |
| 제11화 | 방심한 엄마, 단비의 열병 소동!+예복을 입은 영웅이와 단비 (국내 미방영분)               | パニックママジュラの発熱大騒動, ずぼらママダブルでやってきた七五三       |
| 제12화 | 아기 탈출, 단비와 쭉쭉이 이야기+조마조마 엄마, 영웅이의 유치원 학예회!.                | しつけママジュラのおしゃぶり物語, 親ばかママヒョウガのおたのしみ会       |
| 제13화 | 두근두근 엄마, 그이의 고향에 가다+그리운 그 시절, 감추어둔 아빠의 보물                 | どきどきママダーリンの実家へ行く, しみじみパパ暴かれるダーリンの宝物     |
| 제14화 | 소지품 비상, 단비의 보따리를 조심하세요!+덜렁이 엄마, 도시락 싸기가 제일 귀찮아!       | うっかりパパジュラの荷造りに御用心, 手抜きママおべんと作りなんか大嫌い   |
| 제15화 | 심각한 엄마, 걱정스런 영웅이의 친구 관계!+자상한 엄마, 단비의 생일 축하 파티!          | 深刻ママ悩めるヒョウガの人間関係, 気配りママジュラのお誕生パーティー     |
| 제16화 | 스파이 엄마, 크리스마스 선물주기 대작전!+온 가족이 함께 본 산타크로스의 숲             | どたばたママX'マスプレゼント大作戦, ハッスルパパサンタクロース大作戦     |
| 제17화 | 단비의 분노, 아빠는 차별주의자+안타까운 엄마, 영웅이의 겨울 유도 대회!                 | 困ったママダーリンVSジュラ, はらはらママヒョウガの寒げいこ               |
| 제18화 | 제야의 종소리, 잠 못자는 영웅이의 까치 설날+엄마는 울보,아프지마, 재키                 | ため息ママ夜ふかしヒョウガの大みそか, 泣き虫ママ死なないでジャック       |
| 제19화 | 참을성 테스트, 단비는 지금 반항기+애들만 두고 시장보러 간 엄마                         | 辛抱ママジュラは只今反抗期, 心配ママ初めてのお留守番                     |
| 제20화 | 완고한 아빠,이것이 아빠의 혼내는 방법!+ 부들부들 엄마,영웅이의 가출소동                | 反省パパこれがダーリンの叱り方, おろおろママヒョウガの家出騒ぎ           |
| 제21화 | 거짓말쟁이 엄마,공포의 스케이트장에 가다!+감기 걸린 엄마, 분하고 억울한 엄마           | 見栄張りママ冷や汗スケートホリデー , 風邪引きママ病は母を強くする        |
| 제22화 | 아빠는 빨강귀신,엄마는 마귀할멈!+두손 든 엄마 할머니의 육아 방법                       | 張り切りママダーリン鬼になる , お手上げママおばあちゃんの子育て          |
| 제23화 | 아빠의 실수, 진땀빼는 발렌타인+리틀 로맨스, 감동의 러브 초코렛!                        | 失敗ママ冷や汗バレンタイン , 複雑ママ涙の本命チョコ                      |
| 제24화 | 일대 충격! 영웅이의 텔레비전 출현 파트1+ 파트2                                         | 赤っ恥ママヒョウガのTV出演                                               |
| 제25화 | 꿈에 부푼 엄마,그이와의 데이트+ 허둥지둥 엄마, 느닷없는 임신소동                       | おのろけママダーリンとデート, うろたえママドタバタ妊娠騒動               |
| 제26화 | 외할아버지, 외할머니와 서울 구경 (국내 미방영분) + 엄마 대신 할머니, 영웅이의 공개수업 | わざありママ親子ゲンカでひな祭り , ズタボロママヒョウガの参観会          |
| 제27화 | 친할아버지와 친할머니가 오셨어요 파트1+파트2 (국내 미방영분)                           | あたふたママご両親がやってくる , 迷子の迷子のおじいちゃん                |
| 제28화 | 엄마의 새로운 요리 도전 (국내 미방영분) + 열혈 아빠, 영웅이의 자전거 연습              | ひらめきママ料理はアイデア勝負 , 熱血パパヒョウガの自転車特訓            |
| 제29화 | 대답해 엄마, 둘 중 누가 더 좋아+긴장한 엄마, 단비의 유치원 면접!                       | お答えママどっちの子が好き? , 気合ママジュラの入園面接                   |
| 제30화 | 깜빡 깜빡 엄마,영웅이의 생일! 오늘은 낚시하는날 매운탕꺼리를 낚아라!                   | ど忘れママヒョウガの誕生日 , 貧乏くじママうららか釣り堀日記              |
| 제31화 | 황당한 만남, 단비의 유치원 가는날+유치원은 싫어, 심술보 단비의 공개수업!               | びっくりママジュラの入園式 , 冷や汗ママだんまりジュラの参観日            |
| 제32화 | 서투른 엄마, 공포의 유치원 숙제!+애들안 강적, 관리인 아저씨의 대수난!                  | ぶきっちょママ恐怖の手作りグッズ , 決断ママ管理人さんの大災難            |
| 제33화 | 영웅이는 선배,찬우의 유도배우기!+ 선생님의 좋아, 단비의 비밀 프로포즈                  | 先輩ママたくやくんチの柔道, どっきりママジュラは悩めるお年頃?            |
| 제34화 | 노력파 엄마, 단비의 발레교실+새끼 오리 아빠, 영웅이의 소풍을 따라서                    | 入れこみママジュラのバレエ教室 , カルガモパパ追跡・ヒョウガの遠足        |
| 제35화 | 우리엄만 계모! 단비의 거짓말이야기+ 외할아버지의 선물, 날아라 물고기 연!               | 恥かきママジュラのうそ物語, むりやりパパ泳げ!こいのぼりッ                |
| 제36화 | 엄마의 평행선,아빠의 금연 선언!+ 감동한 엄마, 친구들과 만든 선물                       | まゆつばママダーリンの禁煙宣言, 感動ママ母の日ふたたび                   |
| 제37화 | 아빠의 출장, 영웅이의 이틀간에 천국!+ 우리는 닮은 꼴 단비 대 민주                      | 出張パパヒョウガの二日天下, のんきママジュラVSれいら                     |
| 제38화 | 믿음직한 엄마,할머니의 긴급구조요청+내숭떨지 마세요, 진짜는 누구나 무지막지 엄마       | お手伝いママぎっくり腰でSOS, 猫かぶりママ本当はみ～んな怒りんぼ          |
| 제39화 | 엄마에게 맡겨요, 영웅이의 고민 시대+왔다 갔다 엄마 우산을 찾아서                       | でまかせママヒョウガ悩める季節, へとへとママ傘をたずねて                 |
| 제40화 | 아빠의 목격, 북새통 최악의 월요일!+가슴 부푼 엄마, 단비의 발레 발표회!                 | 目撃パパ保与田家魔の月曜日, 胸キュンママジュラのバレエ発表会             |
| 제41화 | 두근두근 아빠, 생일을 축하해 줘요+아이들의 미래, 눈을 떠라, 천재 화가!                 | わくわくパパ父の日に栄光あれ, のめりこみママめざめよ、天才画家!?         |
| 제42화 | 안달복달 엄마, 단비의 비오는 소풍날+할아버지의 가출, 부부싸움은 칼로 물베기!.          | やきもきママジュラのお流れ遠足, 気遣いママふるさとを捨てた義父           |
| 제43화 | 엄마는 탐정, 영웅이의 비밀+무서운 아이들, 무적 레인저 대소동!                          | 探偵ママヒョウガの秘密, ミーハーママ無敵レンジャー大ピンチ               |
| 제44화 | 일곱명의 아이들, 칠석날 밤의 대소동+ 해방된 엄마, 엄마들도 놀고 싶어                   | バタバタママ七夕の夜は大騒ぎ, ちゃっかりママ母親だって遊びたい           |
| 제45화 | 단비의 소망,언니가 있었으면+ 영웅이는남자, 여자랑은 안 놀아                            | げんなりママお姉ちゃんが欲しい, 不可解ママヒョウガ、目覚める             |
| 제46화 | 파김치 엄마, 공포의 여름 방학+ 무시무시 아빠, 유치원 담력 시험 대회                    | へたばりママ恐怖の夏休み, なりきりパパ納涼肝試し大会                     |
| 제47화 | 엄마와 아빠의 승부 (국내 미방영분) +망설이는 엄마,새차는 구경만 해요!                  | 意地っぱりパパ縁日でいざ勝負!!, しぶしぶママ新車なんて見てるだけ         |
| 제48화 | 바캉스 엄마, 훈이네 별장에 가다+영웅이의 질투 단비는 내 동생                           | バカンスママいち君チのお別荘, 面食らいママジュラの三角関係               |
| 제49화 | 남매는 같은 운명, 단비의 괴로운 하루+ 시골이 좋아, 아빠의 뜻밖의 제안                  | 言い聞かせママジュラ我慢の一日, いきなりパパダーリンのUターン願望        |
| 제50화 | 남자들의 약속,우린 불꽃놀이 볼거야+달콤한 유혹, 게임에 빠져버린 영웅                   | ほのぼのママ意地でも花火見物だ, 爆発パパ甘い誘惑、ゲームの味             |
| 제51화 | 잠꾸러기 엄마, 졸다가 돌아온 바다여행+엄마는 혼수상태, 할아버지의 아이보기!            | とばっちりママ爆睡ママと海水浴, イライラママおじいちゃんの子守り         |
| 제52화 | 엄마의 애정, 오줌싸개는 비밀+작별은 싫어, 철수가 이사가는 날                           | 愛情ママおねしょはナイショ, バイバイママ太君のお引っ越し                 |